# Mariano Matamoros
Mariano Matamoros (Città del Messico, 14 agosto 1770 – Valladolid, 3 febbraio 1814) è stato un presbitero e patriota messicano che partecipò alla guerra d'indipendenza del Messico.

## Biografia
Nato a Città del Messico, trascorse l'infanzia a Ixtacuixtla, nelle vicinanze di Tlaxcala. A Città del Messico si laureò in storia dell'arte nel 1786 e successivamente in teologia nel 1789. Fu ordinato sacerdote nel 1796 e celebrò la sua prima messa nella parrocchia di santa Anna nella capitale messicana. Successivamente esercitò la sua missione pastorale in altre parrocchie messicane, fuori dalla capitale. Nello stesso tempo iniziò a maturare idee liberali vicine a quelle dei creoli, ragione per cui fu denunciato alle autorità spagnole che a quel tempo governavano il Messico. Scoppiata la guerra di indipendenza, Matamoros riuscì a fuggire di prigione e si unì alle truppe rivoluzionarie di José María Morelos y Pavón che si trovavano ad Izúcar. Questo avveniva il 16 dicembre 1811; il giorno seguente scoppiò la battaglia di Izúcar, dopo la quale Morelos lo nominò colonnello di stato maggiore e lo incaricò dell'addestramento dei battaglioni. Con la popolazione di Jantetelco e delle zone circostanti Matamoros riuscì a formare due reggimenti di cavalleria, due battaglioni di fanteria e di un corpo di artiglieria, in tutto le sue forze contavano circa duemila uomini. Le sue prime azioni di guerra come comandante indipendente si svolsero a Tenancingo e a Tecualoya. Con Morelos si mosse a Cuautla dal 9 febbraio al 2 maggio 1812. In aprile Matamoros si diresse a Ocuituco e lì si incontro con Miguel Bravo, per poi ritornare a Cuautla con viveri e beni di sussistenza. Furono però attaccati sulla via del ritorno ad Amazingo e a Tlacalque a causa di una delazione.
Dopo aver rotto l'assedio, si riunì a Morelos a Chiautla e in seguito ritorno a Izúcar, dove con l'aiuto di Manuel Mier y Terán riorganizzò le truppe. Promosso tenente generale, partecipò alla presa di Oaxaca il 25 novembre 1812. Il 19 aprile 1813 riuscì a sconfiggere il realista Manuel Dambrini presso Tonalá. Successivamente a San Juan Coscomatepec portò aiuto a Nicolás Bravo. Il 16 agosto dello stesso anno presso  San Agustín del Palmar sconfisse il battaglione delle Asturie comandato da Manuel Martínez y Juan Cándano.
Dopo questi successi, Morelos, riconoscendo le gradi abilità di Matamoros, lo promosse al grado di luogotenente generale e divenne il consigliere militare più fidato; Morelos lo definiva il suo vero braccio destro.
Il 23 dicembre 1813 Matamoros partecipò al tentativo della conquista di Valladolid, che però si trasformò in un disastro per l'esercito degli insorti, perché le truppe dei generali Hermenegildo Galeana e Nicolás Bravo furono respinte in più occasioni.
Dopo la battaglia, il 5 gennaio 1814, l'esercito si trasferì a Puruaran ma, nel bel mezzo della confusione, Matamoros cercò di fuggire attraversando il fiume. In questo frangente fu catturato da Eusebio Rodríguez, un soldato del battaglione di " Frontera " delle autorità coloniali ispaniche; queste respinsero l'offerta di scambio di 200 prigionieri spagnoli, avanzata da Morelos.
Matamoros fu rimosso dal sacerdozio e processato per tradimento. Fu fucilato da un plotone di esecuzione a Valladolid, Michoacán, il 3 febbraio 1814 .

## Riconoscimenti

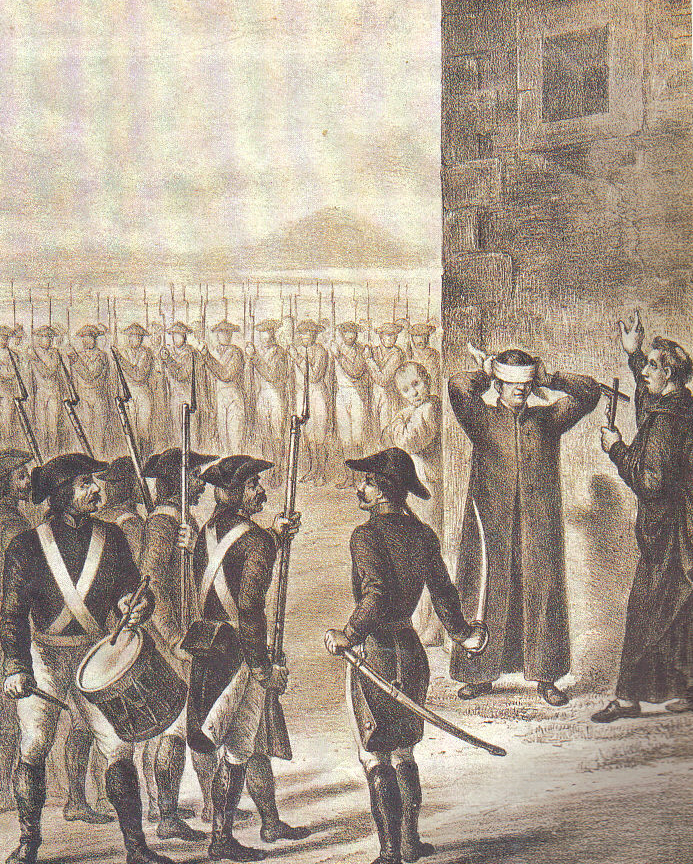
Fucilazione di Mariano Matamoros in Valladolid.

In ricordo di padre Matamoros in Messico sono state dedicate le seguenti città:
- Matamoros (Tamaulipas), conosciuta anche come Heroica Matamoros, principale città messicana dello stato di Tamaulipas;
- Mariano Matamoros, capoluogo della municipalità di Matamoros, nello stato di Chihuahua;
- Izúcar de Matamoros, città messicana dello Stato di Puebla.

Sempre a lui è dedicato anche l'aeroporto internazionale di Cuernavaca.